# Ålands busshistoria
Den första bussen registrerades på Åland den 30 augusti 1923. 
Den första bussen var en Ford TT personautobuss med plats för 12 personer. Bussen ägdes av Leonard Eriksson i Mariehamn och hade registernummer ÅL 13. Karossen var byggd på ett lastbilschassi i Virmo. I fabrikslokalen i Korvensuu verkar i dag ett museum benämnt ”Korvensuun voimalaitos- ja konepajamuseo”. 
År 1924 gav landskapsnämnden på Åland ut de första tillstånden att utöva yrkesmässig linjeautomobiltrafik med autobuss inom landskapet Åland. År 1924 annonserade sju bussägare på Åland om sin automobiltrafik på olika linjer. Regelbunden linjetrafik med personbilar och lastbilar hade förekommit några år tidigare, men då behövdes inga tillstånd. 
Bussarnas antal på Åland har sedan 1950-talet årligen varit rätt konstant, cirka 30–40 bussar. 
Den 7 november 2013 fanns 37 inregistrerade bussar i yrkesmässig linjetrafik fördelade mellan följande bolag: Williams Buss Ab, (13 bussar), Viking Line Buss Ab, (13 bussar), Stadsbussen i Mariehamn Ab (6 bussar), Röde Orm Ab, (2 bussar) och Sunds Taxi & Buss, (3 bussar). Under tiden 1 februari 2000 - 31 maj 2013 var den lokala busstrafiken i Mariehamn gratis för passagerarna. För busstrafiken på landsbygden på Åland gäller sedan 1 februari 2011 en minimitaxa på 2,00 euro och en maximitaxa på 4,50 euro.[källa behövs]

## Åländska bussar i Busshistoriska Sällskapet i Finlands samling
Busshistoriska Sällskapet i Finland äger fyra åländska bussar:
- ÅL 126 Scania Vabis BF56 / Ajokki TK 3900 (1966)
- JRB-84 (ex ÅL 77) Volvo B57 / Airisto (1968)
- ÅL 45 Volvo B58 / Kutter8 (1975)
- ÅLC 660 Volkswagen LT31D / Sisustelinja (1983)

## Källhänvisning
Ahlnäs, Bo (2004). Ålands Busshistoria - 80 år busstrafik på Åland. Mariehamn. ISBN 952-91-7153-6
Biljettpriser: https://web.archive.org/web/20140118010806/http://www.alandstrafiken.ax/sites/www.alandstrafiken.ax/files/bussbiljetter2013.pdf